# Charininae
Charininae vormen een onderfamilie van de reuzenslangen (Boidae). 

## Naam en indeling
De wetenschappelijke naam van de groep werd voor het eerst voorgesteld door John Edward Gray in 1849. Er zijn vier soorten in twee geslachten.

## Verspreidingsgebied
De soorten komen voor in delen van Noord-Amerika en leven in de landen de Verenigde Staten, Mexico en Canada. 

## Taxonomie
De onderfamilie omvat de volgende geslachten, met de auteur en het verspreidingsgebied.
| Naam                   | Auteur     | Verspreidingsgebied                                                                                                 |
| ---------------------- | ---------- | --- |
| Roze boa's (Lichanura) | Cope, 1861 | Verenigde Staten (Californië, Arizona), Mexico (Baja California, Baja California Sur, Sonora)                       |
| Rubberboa's (Charina)  | Gray, 1849 | Verenigde Staten (Washington, Oregon, Californië, Idaho, Montana, Nevada, Utah en Wyoming), Canada (Brits-Columbia) |